# SFK Vrchovina Nové Město na Moravě
SFK Vrchovina Nové Město na Moravě (celým názvem: Sportovní fotbalový klub Vrchovina Nové Město na Moravě) je český fotbalový klub, který sídlí v Novém Městě na Moravě v Kraji Vysočina. Od sezóny 2010/11 hrával Moravsko-Slezskou Divizi - skupinu D (MSD-D), kterou v ročníku 2017/18 vyhrál a postoupil do Moravskoslezské fotbalové ligy (jedna ze dvou skupin 3. nejvyšší soutěže).
Klub má ve svém vlastnictví dva areály. Kromě hlavního hřiště (Sportovní 1480), kde má také sídlo v Novém Městě na Moravě, má klub pronajaté ještě hřiště v Radešínské Svratce, kde je k dispozici také několik tréninkových ploch.
Klub reprezentuje i rezervní tým, týmy staršího i mladšího dorostu (Moravsko-Slezská divize), A týmy starších a mladších žáků (krajský přebor kraje Vysočina), B týmy starších a mladších žáků (okresní přebor Žďárska), několik týmů přípravky a také tým žen, který působí v moravskoslezské divizi, což je třetí nejvyšší ženská soutěž.

## Historie
Klub byl založen v roce v roce 1900 jako bruslařský klub. V roce 1998 navazuje na bez mála stoletou historii novoměstské kopané sloučením oddílů Nového Města na Moravě a Radešínské Svratky pod společný název Bohemia Breeding. Od poloviny roku 2001 klub nosil název SFK Vrchovina Nové Město - Radešínská Svratka. Roku 2009 došlo k osamostatnění fotbalu v Radešínské Svratce. V listopadu roku 2014 se klub přejmenoval na SFK Vrchovina z.s. (Sportovní fotbalový klub Nové Město na Moravě).
Do Moravsko-Slezské Divize postoupila Vrchovina v roce 2010, když zvítězila v krajském přeboru kraje Vysočina. Po podzimní části ročníku 2011/12 patřilo Vrchovině třinácté místo. Trenérem prvního mužstva byl od ledna 2008 Richard Zeman, které mu se povedl historický postup do MSD. Od roku 2013 převzal tým Marek Štukhejl, který obsadil v ročníku 2013/14 3. místo v Divizi D. V sezoně 2017/18 Divizi D vyhrál a postoupil do MSFL.

## Historické názvy
Zdroj: 
- 1900 - SK Nové Město na Moravě (původně bruslařský klub)
- 1950 - TJ Nové Město na Moravě
- 1998 – Bohemia Breeding
- 2001 – SFK Vrchovina Nové Město na Moravě – Radešínská Svratka (Spojený fotbalový klub Vrchovina Nové Město na Moravě – Radešínská Svratka)
- 2014 – SFK Vrchovina z.s. Nové Město na Moravě[4] SFK Vrchovina z.s. (Sportovní fotbalový klub Nové Město na Moravě)

## Umístění v jednotlivých sezonách
Stručný přehled
Zdroj: 
- 1999–2002: Jihomoravský župní přebor
- 2002–2010: Přebor Kraje Vysočina
- 2010–2018: Divize D
- 2018–2023: Moravskoslezská fotbalová liga
- 2023–2025: Divize D
- 2025–: Moravskoslezská fotbalová liga

Jednotlivé ročníky
Zdroj: 
Legenda: Z - zápasy, V - výhry, R - remízy, P - porážky, VG - vstřelené góly, OG - obdržené góly, +/- - rozdíl skóre, B - body, červené podbarvení - sestup, zelené podbarvení - postup, fialové podbarvení - reorganizace, změna skupiny či soutěže
| Česko (1999 – ) |                                |        |    |    |    |    |    |    |     |    |        |
| Sezóny          | Liga                           | Úroveň | Z  | V  | R  | P  | VG | OG | +/- | B  | Pozice |
| 1999/00         | Jihomoravský župní přebor      | 5      | 30 | 8  | 8  | 14 | 44 | 42 | +2  | 32 | 14.    |
| 2000/01         | Jihomoravský župní přebor      | 5      | 30 | 12 | 6  | 12 | 43 | 51 | −12 | 42 | 9.     |
| 2001/02         | Jihomoravský župní přebor      | 5      | 30 | 9  | 12 | 9  | 45 | 50 | −5  | 39 | 9.     |
| 2002/03         | Přebor Kraje Vysočina          | 5      | 26 | 9  | 7  | 10 | 40 | 44 | −4  | 34 | 6.     |
| 2003/04         | Přebor Kraje Vysočina          | 5      | 26 | 9  | 6  | 11 | 36 | 40 | −4  | 33 | 12.    |
| 2004/05         | Přebor Kraje Vysočina          | 5      | 26 | 8  | 6  | 12 | 34 | 47 | −13 | 30 | 12.    |
| 2005/06         | Přebor Kraje Vysočina          | 5      | 26 | 8  | 11 | 7  | 29 | 33 | −4  | 35 | 7.     |
| 2006/07         | Přebor Kraje Vysočina          | 5      | 26 | 8  | 7  | 11 | 29 | 42 | −13 | 31 | 12.    |
| 2007/08         | Přebor Kraje Vysočina          | 5      | 30 | 7  | 10 | 13 | 30 | 50 | −20 | 31 | 11.    |
| 2008/09         | Přebor Kraje Vysočina          | 5      | 30 | 12 | 8  | 10 | 44 | 38 | +6  | 44 | 6.     |
| 2009/10         | Přebor Kraje Vysočina          | 5      | 30 | 22 | 4  | 4  | 74 | 26 | +48 | 70 | 1.     |
| 2010/11         | Divize D                       | 4      | 30 | 10 | 8  | 12 | 26 | 30 | −4  | 38 | 11.    |
| 2011/12         | Divize D                       | 4      | 30 | 13 | 7  | 10 | 34 | 38 | −4  | 46 | 5.     |
| 2012/13         | Divize D                       | 4      | 28 | 8  | 12 | 8  | 34 | 36 | −2  | 36 | 8.     |
| 2013/14         | Divize D                       | 4      | 30 | 16 | 5  | 9  | 40 | 37 | +3  | 53 | 3.     |
| 2014/15         | Divize D                       | 4      | 30 | 15 | 6  | 9  | 44 | 30 | +14 | 51 | 3.     |
| 2015/16         | Divize D                       | 4      | 30 | 11 | 4  | 15 | 36 | 47 | −11 | 37 | 11.    |
| 2016/17         | Divize D                       | 4      | 30 | 11 | 3  | 16 | 36 | 50 | −14 | 36 | 9.     |
| 2017/18         | Divize D                       | 4      | 28 | 20 | 3  | 5  | 60 | 28 | +32 | 43 | 1.     |
| 2018/19         | Moravskoslezská fotbalová liga | 3      | 30 | 9  | 8  | 13 | 44 | 58 | −14 | 35 | 12.    |
| ** 2019/20      | Moravskoslezská fotbalová liga | 3      | 18 | 8  | 4  | 6  | 22 | 19 | +3  | 28 | 9.     |
| ** 2020/21      | Moravskoslezská fotbalová liga | 3      | 11 | 3  | 3  | 5  | 17 | 25 | -8  | 12 | 13.    |
| 2021/22         | Moravskoslezská fotbalová liga | 3      | 32 | 7  | 7  | 18 | 28 | 62 | -34 | 28 | 16.    |
| 2022/23         | Moravskoslezská fotbalová liga | 3      | 34 | 8  | 7  | 19 | 34 | 57 | -23 | 31 | 16.    |
| 2023/24         | Divize D                       | 4      | 30 | 15 | 8  | 7  | 69 | 45 | +24 | 53 | 4.     |
| 2024/25         | Divize D                       | 4      | 30 | 22 | 3  | 5  | 66 | 23 | 43  | 69 | 1.     |

**= sezona předčasně ukončena z důvodu pandemie covidu-19

## SFK Vrchovina Nové Město na Moravě „B“
SFK Vrchovina Nové Město na Moravě „B“ je rezervním týmem SFK Vrchovina. Od sezony 2012/13 hraje I. A třídu Kraje Vysočina.

### Umístění v jednotlivých sezonách
Stručný přehled
Zdroj: 
- 2004–2007: I. B třída Kraje Vysočina – sk. A
- 2007–2012: I. B třída Kraje Vysočina – sk. B
- 2012–2021: I. A třída Kraje Vysočina – sk. B
- 2021–2025: Přebor Kraje Vysočina
- 2025–: I. A třída Kraje Vysočina – sk. B

Jednotlivé ročníky
Zdroj: 
Legenda: Z - zápasy, V - výhry, R - remízy, P - porážky, VG - vstřelené góly, OG - obdržené góly, +/- - rozdíl skóre, B - body, červené podbarvení - sestup, zelené podbarvení - postup, fialové podbarvení - reorganizace, změna soutěže či skupiny
| Česko (2004 – ) |                                   |        |    |    |   |    |    |    |     |    |        |
| Sezóny          | Liga                              | Úroveň | Z  | V  | R | P  | VG | OG | +/- | B  | Pozice |
| 2004/05         | I. B třída Kraje Vysočina – sk. A | 7      | 26 | 11 | 9 | 6  | 56 | 39 | +17 | 42 | 4.     |
| 2005/06         | I. B třída Kraje Vysočina – sk. A | 7      | 26 | 9  | 6 | 11 | 46 | 46 | 0   | 33 | 9.     |
| 2006/07         | I. B třída Kraje Vysočina – sk. A | 7      | 26 | 13 | 4 | 9  | 53 | 44 | +9  | 43 | 4.     |
| 2007/08         | I. B třída Kraje Vysočina – sk. B | 7      | 26 | 9  | 4 | 13 | 38 | 46 | −8  | 31 | 9.     |
| 2008/09         | I. B třída Kraje Vysočina – sk. B | 7      | 26 | 17 | 3 | 6  | 52 | 43 | +9  | 54 | 3.     |
| 2009/10         | I. B třída Kraje Vysočina – sk. B | 7      | 26 | 10 | 5 | 11 | 46 | 45 | +1  | 35 | 7.     |
| 2010/11         | I. B třída Kraje Vysočina – sk. B | 7      | 26 | 12 | 6 | 8  | 43 | 42 | +1  | 42 | 4.     |
| 2011/12         | I. B třída Kraje Vysočina – sk. B | 7      | 26 | 18 | 5 | 3  | 68 | 25 | +43 | 59 | 1.     |
| 2012/13         | I. A třída Kraje Vysočina – sk. B | 6      | 26 | 10 | 6 | 10 | 43 | 42 | +1  | 42 | 5.     |
| 2013/14         | I. A třída Kraje Vysočina – sk. B | 6      | 26 | 14 | 5 | 7  | 48 | 32 | +16 | 47 | 5.     |
| 2014/15         | I. A třída Kraje Vysočina – sk. B | 6      | 26 | 13 | 4 | 9  | 54 | 44 | +10 | 43 | 5.     |
| 2015/16         | I. A třída Kraje Vysočina – sk. B | 6      | 26 | 15 | 6 | 5  | 53 | 32 | +21 | 51 | 3.     |
| 2016/17         | I. A třída Kraje Vysočina – sk. B | 6      | 26 | 12 | 4 | 10 | 51 | 47 | +4  | 40 | 5.     |
| 2017/18         | I. A třída Kraje Vysočina – sk. B | 6      | 26 | 13 | 6 | 7  | 55 | 37 | +28 | 32 | 4.     |
| 2018/19         | I. A třída Kraje Vysočina – sk. B | 6      | 26 | 12 | 4 | 10 | 53 | 40 | +13 | 40 | 7.     |
| ** 2019/20      | I. A třída Kraje Vysočina – sk. B | 6      | 13 | 7  | 3 | 3  | 34 | 22 | +12 | 24 | 3.     |
| ** 2020/21      | I. A třída Kraje Vysočina – sk. B | 6      | 10 | 8  | 1 | 1  | 38 | 14 | +24 | 25 | 1.     |
| 2021/22         | Přebor Kraje Vysočina             | 5      | 26 | 10 | 8 | 8  | 59 | 40 | +19 | 38 | 6.     |
| 2022/23         | Přebor Kraje Vysočina             | 5      | 26 | 10 | 6 | 10 | 49 | 47 | +2  | 36 | 9.     |
| 2023/24         | Přebor Kraje Vysočina             | 5      | 26 | 8  | 3 | 15 | 40 | 56 | -16 | 27 | 11.    |
| 2024/25         | Přebor Kraje Vysočina             | 5      | 26 | 1  | 2 | 23 | 22 | 88 | -66 | 5  | 14.    |

**= sezona předčasně ukončena z důvodu pandemie covidu-19